# St-Louis (Roaillan)

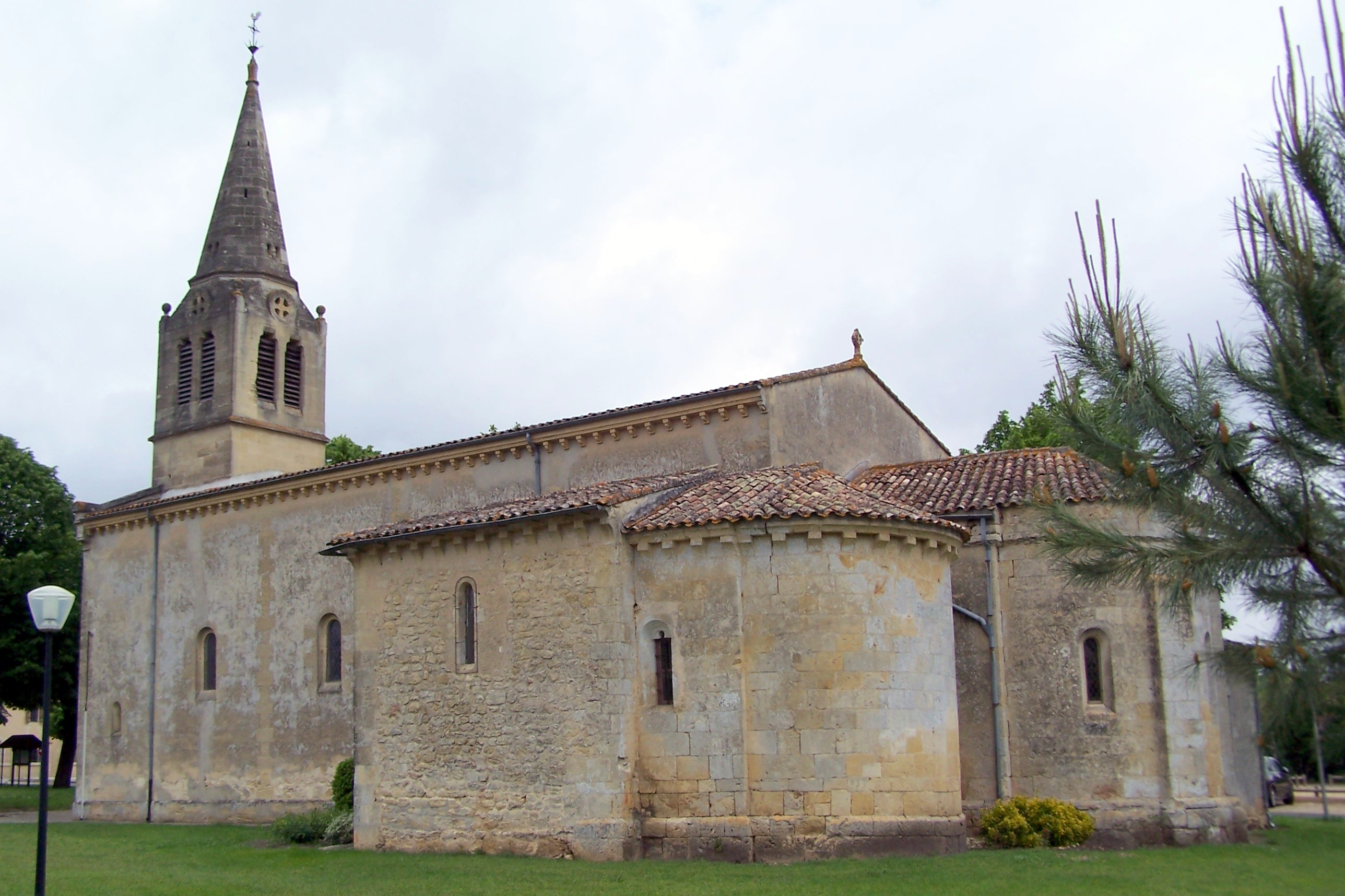
Kirche St-Louis in Roaillan

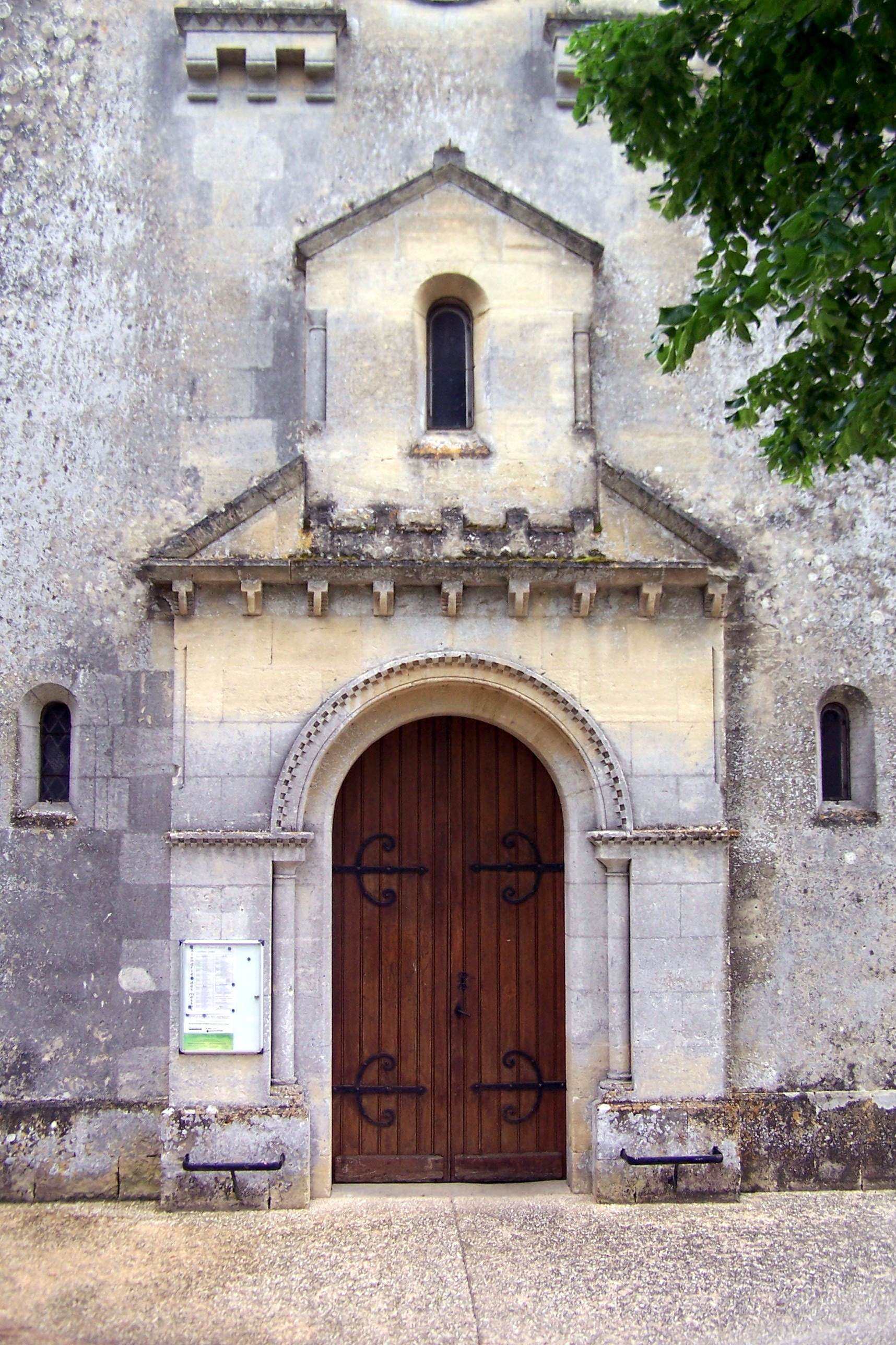
Portal an der Westfassade

Die katholische Kirche St-Louis in Roaillan, einer französischen Gemeinde im Département Gironde in der Region Nouvelle-Aquitaine, wurde ursprünglich im 13. Jahrhundert errichtet und im 15. Jahrhundert im Stil der Gotik verändert. Die Kirche im Ortszentrum ist seit 1923 als Monument historique klassifiziert.
Die dem heiligen Ludwig geweihte Kirche war ursprünglich dem heiligen Saturninus von Toulouse gewidmet. 
Die runde Apsis und die kleinere südliche Absidiole sind aus der Erbauungszeit erhalten. Der Glockenturm auf quadratischem Grundriss an der Westfassade schließt mit einem steinernen Pyramidendach ab.